# Batavci
Batavci (latinski:Batavi) su bili drevni germanski narod, prvotno ogranak Hata, koji je početkom 1. tisućljeća živio u delti Rajne, na području današnje Nizozemske. Po njima su antički pisci to područje zvali insula Batavorum (Batavski otok). Prvi put ih je spomenuo Julije Cezar, ali je podrobniji opis dao Tacit za koga su predstavljali najhrabrije od svih Germana. Njihovu hrabrost i ratnu vještinu su nakon izbijanja na obale Rajne počeli cijeniti Rimljani te im nakon osvajanja ostavili niz privilegija u odnosu na ostala plemena; Batavci su se zauzvrat morali boriti kao pripadnici pomoćnih trupa. Pri tome su se najviše istakli u osvajanju Britanije 43. Godine 69. za vrijeme meteža zvanog Godina četiri cara Batavci su pod vodstvom Gaja Julija Civilisa digli veliki ustanak koji je ozbiljno uzdrmao sjeverozapadni dio Carstva. Ustanak je ugušen, ali su Batavci nastavili biti korišteni od Rimljana, te se širom nekadašnjih područja Carstva mogu naći artefakti njihovih pomoćnih trupa. Posljednji put se spominju u 4. stoljeću, a po njima su ime dobili batavi, posebna jedinica kasne rimske vojske.
U 16. stoljeću, za vrijeme nizozemskog rata za neovisnost među Nizozemcima su Batavci stekli popularnost kao uzor za ratnički duh i slobodoljubivost, odnosno svojevrsni preci i očevi njihove nacije. Teza o Batavcima kao precima Nizozemcima se održala kroz nekoliko stoljeća, potakavši preimenovanje nizozemske Jakarte u Bataviju, odnosno stvaranje kratkotrajne Batavske Republike pod francuskom revolucionarnom vlašću.

## Vanjske poveznice
- Tacitus, Histories, Book iv  Arhivirana inačica izvorne stranice od 9. ožujka 2005. (Wayback Machine)
- A map  Arhivirana inačica izvorne stranice od 3. ožujka 2016. (Wayback Machine) of the Roman province Germania Inferior and neighbouring tribes.
- Cohors Primae Batavorum